# Prêmio Batchelor
O Prêmio Batchelor (em inglês:  Batchelor Prize) é um prêmio concedido a cada quatro anos pela International Union of Theoretical and Applied Mechanics (IUTAM) por pesquisa de destaque em dinâmica dos fluidos. Dotado com US$ 25.000 é patrocinado pelo Journal of Fluid Mechanics e apresentado no International Congress of Theoretical and Applied Mechanics (ICTAM). A pesquisa reconhecida pelo prêmio deve ter sido normalmente publicada durante um período de dez anos antes da premiação para garantir que o trabalho é de interesse atual.
O prêmio é denominado em memória de George Batchelor, um matemático aplicado e dinamicista dos fluidos australiano.

## Recipientes
Fonte: IUTAM
- 2008: Howard Alvin Stone
- 2012: Detlef Lohse
- 2016: Raymond Ethan Goldstein
- 2020: Alexander Smits
- 2024: Charles Meneveau